# Oscoda
Oscoda es un lugar designado por el censo ubicado en el condado de Iosco en el estado estadounidense de Míchigan. En el Censo de 2010 tenía una población de 903 habitantes y una densidad poblacional de 367,77 personas por km².

## Geografía
Oscoda se encuentra ubicado en las coordenadas 44°25′27″N 83°19′56″O / 44.42417, -83.33222. Según la Oficina del Censo de los Estados Unidos, Oscoda tiene una superficie total de 2.46 km², de la cual 2.25 km² corresponden a tierra firme y (8.23%) 0.2 km² es agua.

## Demografía
Según el censo de 2010, había 903 personas residiendo en Oscoda. La densidad de población era de 367,77 hab./km². De los 903 habitantes, Oscoda estaba compuesto por el 93.02% blancos, el 1.77% eran afroamericanos, el 0.55% eran amerindios, el 1.33% eran asiáticos, el 0.66% eran isleños del Pacífico, el 0.33% eran de otras razas y el 2.33% pertenecían a dos o más razas. Del total de la población el 2.77% eran hispanos o latinos de cualquier raza.